# Belding Hibbard Scribner
Belding Hibbard Scribner (Chicago, 18 gennaio 1921 – Seattle, 19 giugno 2003) è stato un medico statunitense, fu uno dei pionieri della dialisi renale.

## Biografia
Scribner si laureò alla Stanford University nel 1945. Dopo aver operato come assistente ospedaliero al Mayo Clinic a Rochester, Scribner divenne Direttore della Scuola di Medicina dell'Università di Washington. Scribner persuase la struttura ospedaliera di acquistare il rene artificiale Skeggs-Leonards, potendo così trattare nella sua divisione i casi di Insufficienza renale acuta.
Dopo un viaggio nel Regno Unito e in Francia, nel 1958 Scribner divenne il Direttore della nuova divisione di nefrologia dell'Università di Washington, riuscendo ad ampliare il programma di dialisi per i malati di Insufficienza renale acuta.
Agli inizi degli anni Sessanta la dialisi non veniva eseguita ai pazienti cronici poiché le continue sedute esaurivano ben presto gli accessi vascolari. Quindi Scribner inventò lo shunt, un tubicino a forma di U in teflon posizionato esternamente all'arto che metteva in comunicazione arteria e vena mediante un'estremità rigida fissata chirurgicamente su ciascuno dei due vasi. Il 9 marzo 1960 David Dillard, un cardiochirurgo pediatrico, impiantò il primo shunt sull'avambraccio di Clyde Shields, un uomo di trentanove anni che soffriva di Malattia renale cronica allo stato terminale. Dopo il posizionamento dello shunt, le condizioni di Shields erano pessime tanto che vomitava e stentava a reggersi in piedi, venne eseguita la dialisi, che durò per ben settantasei ore. Dopo la seduta le condizioni di Shields migliorarono. Shields visse in dialisi per altri undici anni. Il risultato ottenuto da Scribner fu straordinario perché con questa tecnica i malati renali terminali potevano essere tenuti in vita. Dopo Clyde Shields, il centro di Seattle riuscì ad eseguire la dialisi su un altro paziente uremico terminale, Harvey Gentry, un ventiduenne venditore di scarpe, il quale visse per altri ventisei anni.
Nell'aprile del 1960 Scribner si presentò al meeting dell'American Society for Artificial Internal Organs accompagnato da Wayne Quinton, l'ingegnere che aveva materialmente realizzato lo shunt, Clyde Shields e la moglie di questi. In un incontro privato presentò lo shunt a pochi medici presenti, tra cui Willem Johan Kolff.
Successivamente Scribner volle espandere il programma, ma il consiglio d'amministrazione dell'ospedale non lo permise. Di conseguenza si rivolse al King County Medical Society. Riuscì, con il loro aiuto e a un contributo della Hartford Foundation, a creare il Seattle Artificial Kidney Center nel 1962; fu il primo centro dialisi al mondo. Siccome il centro dialisi di Seattle aveva pochi letti a disposizione, i primi pazienti furono selezionati da un comitato.
Dopo il successo ottenuto, Scribner promosse lo sviluppo della dialisi anche ai pazienti cronici, poiché a metà degli anni Sessanta soltanto poche decine di pazienti venivano curati con questa metodica negli Stati Uniti; grazie all'interessamento del Senatore Henry Jackson, il quale aveva un amico d'infanzia sottoposto alla dialisi, nel 1965 arrivarono le prime misure legislative in aiuto ai malati terminali di reni e, nel 1972, all'approvazione, da parte del Congresso, del Medicare End Stage Renal Disease Program. Nel frattempo si aggiunsero due nuovi scienziati al team di Scribne: Fred Boen e Henry Tenckhoff, pionieri della dialisi peritoneale. 
Successivamente Scribner divenne presidente dell'American Society for Artificial Internal Organs e dell'American Society of Nephrology.
Negli ultimi anni di vita Scribner ebbe alcuni problemi cardiaci e ossei, ma restò mentalmente integro. Nel 2002 ricevette, insieme a Kolff, il Premio Lasker-DeBakey per la ricerca medica clinica. Morì annegando nel Lake Union dopo essere caduto dalla sua casa galleggiante dove viveva fin dalla metà degli anni Sessanta.